# Warszawski Bank Stołeczny
Warszawski Bank Stołeczny – bank działający w latach międzywojennych w Warszawie.
Bank powstał w 1920 z przekształconego Domu Bankowego Ryszard Gałczyński i Romuald Haller (1918−1920), a zlikwidowany został w 1925. Jego współwłaścicielem (60 % udziałów) był m.in. Antoni Jaroszewicz.
W latach 1921–1925 utrzymywał oddział pod nazwą Warschauer City – Bank/Warszawski Bank Stołeczny w Gdańsku, z siedzibą przy Langgasse 50/51 (ob. ul. Długa).

## Prezesi
- 1920−1922 − Adam Zamoyski
- 1922−1925 − Karol Niezabitowski[1]

## Siedziba
W 1921 jego siedziba mieściła się przy pl. Napoleona 3 (ob. pl. Powstańców Warszawy).